# Gewone zeester
De gewone zeester (Asterias rubens) is een algemene zeesterrensoort langs de kusten van de noordelijke Atlantische Oceaan en de Noordzee. De wetenschappelijke naam van de soort werd in 1758 gepubliceerd door Carl Linnaeus in de tiende editie van Systema naturae.

## Beschrijving
De diameter verschilt van 10 tot 30 centimeter, maar uitschieters tot meer dan 50 cm zijn ook bekend. De kleur kan eveneens verschillen; meestal rood tot oranje, soms paars. De bovenzijde bestaat uit een harde huid met vele kleine stekelachtige bultjes. Aan de onderzijde zijn vijf dubbele rijen kleine en zeer flexibele buisvoetjes aanwezig. De gewone zeester heeft vijf armen.

## Algemeen
De gewone zeester komt voor in de Europese zeeën van het noorden van Noorwegen tot en met het Iberisch Schiereiland, en verder langs de Noord-Amerikaanse kust van de Atlantische Oceaan. Ze is zeldzaam in de Middellandse Zee en de Zwarte Zee. De soort wordt aangetroffen in het getijdengebied op stenen en rotsen. Mosselkwekers hebben een hekel aan de soort omdat mosselen het favoriete maaltje zijn; mosselbanken zijn dan ook een ideaal milieu voor deze soort. De zeester wordt onder andere door het hongerlijdertje (Pariambus typicus) gebruikt als 'taxi' om zich te verplaatsen.

## Voedsel
Het voedsel bestaat uit diverse zeedieren, waaronder weekdieren, krabben en aas, maar vooral schelpdieren als mosselen worden gegeten. Deze worden door de zeester opengetrokken, en ondanks de vaak sterke sluitspieren van de schelp is de zeester aanhoudend en wint het van de meeste schelpdieren. Als de schelp eenmaal open is, stuwt de zeester zijn maag naar binnen waarna de prooi levend wordt verteerd en vervolgens opgezogen. Een dergelijk 'gevecht', wat in wezen een traag proces is, kan vele uren in beslag nemen. Jongere exemplaren pakken kleinere prooien als zeepokken. De monddelen van de zeester zitten aan de onderzijde van het dier, wat handig is omdat zeesterren over de bodem kruipen. De anus zit juist aan de bovenzijde, en net als de mond in het midden van de centrale schijf.

## Anatomie

Dissectie van Asterias rubens. 11 - Ambulacrale plaatjes en 10 - ampullae. 5 - Madreporenplaat. 4 - Steenkanaal. 7 - Pylorische caeca. 3 - Rectale klieren. 9 - Gonaden.

Het spijsverteringsstelsel van de zeester begint bij de mond, en het voedsel gaat naar de hartmaag die verbonden is met de maag van de pylorus. De pylorische maag is verbonden met zowel de anus als met het pylorusstof en de pylorische blindedarm. De pylorische blindedarm en de hartmaag produceren spijsverteringsenzymen en het verteerde materiaal wordt door de pyloruscel door de rest van het lichaam opgenomen.

## Voortplanting
De voortplanting vindt plaats in het voorjaar en het begin van de zomer. Zeesterren kennen geen paring; zowel mannetjes als vrouwtjes laten grote hoeveelheden eicellen en zaadcellen wegzweven met de stroming. Bevruchting vindt plaats als eitjes en zaadcellen elkaar tegenkomen.